# Camerun ai Giochi della XXI Olimpiade
Il Camerun partecipò ai Giochi della XXI Olimpiade che si sono svolti a Montréal dal 17 luglio al 1º agosto 1976, con una rappresentanza di 4 atleti che gareggiarono nel ciclismo dal 18 al 20 luglio, dopodiché la delegazione venne ritirata aderendo al boicottaggio attuato da numerosi Paesi africani per protesta contro la presenza della Nuova Zelanda, accusata di intrattenere relazioni sportive con il Sudafrica da tempo escluso dai Giochi a causa della sua politica di apartheid.